# إلف الرطوبة العذقي
إلف الرطوبة العذقي(الاسم العلمي: Hygrophila corymbosa)، نبات مائي له قدرة على تحمل ظروف المياة الصعبة وأوراقه ذات منظر جميل.